# Louis Oosthuizen
Lodewicus Theodorus (Louis) Oosthuizen (Mosselbaai, 19 oktober 1982) is een professioneel golfer uit Zuid-Afrika.

## Amateur
Oosthuizen werd in 1999 lid van de Ernie Els Stichting.

### Gewonnen
- 2000: World Junior Championship (individueel)
- 2001: Afrikaanse Spelen (Kenia), Transvaal Amateur Stroke Play Championship (ZA)
- 2002: Indian Amateur Open Championship (gelijkspel), Irish Amateur Open Stroke Play Championship, Natal Open Stroke Play Championship (ZA)

### Teams
- Wereldkampioenschap Landenteams (Junior): 2000, gewonnen met Charl Schwartzel
- Eisenhower Trophy: 2002

## Professional
Oosthuizen werd in 2002 professional en staat sinds 2006 in de top-100 van de Europese PGA Tour.
In 2009 werd Oosthuizen tweede in Abu Dhabi en Qatar en eindigde op de 34ste plaats in de Race To Dubai, wat hem op de startlijst van het wereldkampioenschap in Dubai zette. In 2010 behaalde hij zijn eerste overwinning op de Europese PGA Tour. Hiermee kwam hij in de top-50 van de World Golf Ranking, zodat hij twee weken later weer aan de Masters mee mocht doen.
In 2011 won Oosthuizen het Africa Open, wat meetelt voor de Sunshine Tour en de Europese Tour. Hij kwam opnieuw in de top-50 van de wereldranglijst en eindigde het jaar op de 40ste plaats. Op de Afrikaanse ranglijst werd hij nummer 2 achter Charl Schwartzel. In 2012 won hij het Africa Open opnieuw, ditmaal met -25.

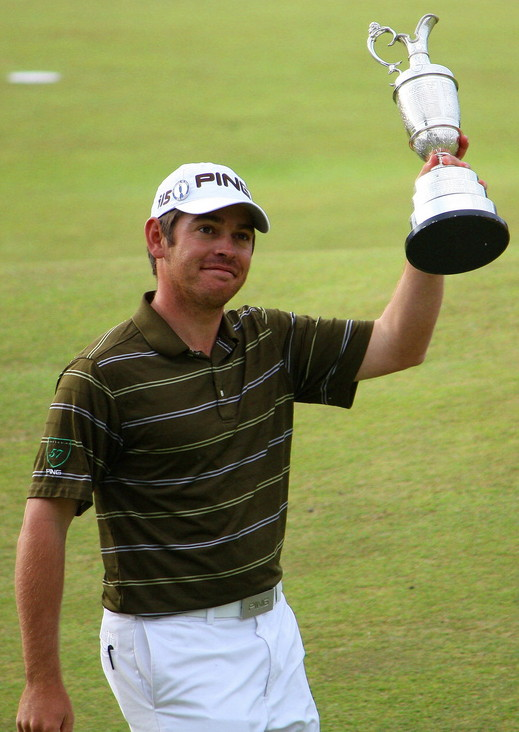
Winnaar Brits Open 2010

### Gewonnen

#### Sunshine Tour
- 2004: Vodacom Origins of Golf Tour op Arabella
- 2007: Platinum Classic, Dimension Data Pro-Am, Telkom PGA Championship
- 2008: Telkom PGA Championship
- 2011: Africa Open (-16)
- 2012: Africa Open (-27), Maleisisch Open (-17)
- 2013: Volvo Golf Champions (-16)

#### Europese PGA Tour
- 2010: Open de Andalucía, Brits Open (-16)
- 2011: Africa Open (-16)
- 2012: Africa Open (-27), Maleisisch Open (-17)
- 2013:  Volvo Golf Champions (-16)